# 蘇新
蘇新（1907年11月14日—1981年11月13日），台南廳蕭壠堡（今臺南市佳里區）人，日本共產黨黨員、台灣共產黨黨員、中國共產黨黨員。臺灣民主自治同盟創盟成員、全國政協委員。

## 生平
蘇新因反對日本殖民統治，產生反日思想。由於同學反抗日本教師被揍，與同學集體罷課，於1923年被台南師範學校（現國立台南大學）退學，後進入日本東京私立大成中學就讀，之後轉入東京外語學校，1927年加入東京「台灣青年會」附設之「社會科學研究部」（日共外圍組織）、「台灣學術研究會」，並且於1928年加入日本共產黨。蘇新參與東京《臺灣大眾時報》編輯3個月，之後將黨籍轉移至台灣共產黨東京特別支部。
1929年2月回到台灣，在宜蘭太平山當伐木工人。他曾在羅東郡太平山、基隆礦區鼓動工人運動，編有《礦山工人》。1930年10月在台灣共產黨的松山會議上成立台灣赤色工會，1931年成立改革同盟，並且出任台灣共產黨宣傳部長而成為台灣共產黨的領導人之一。根據蘇新所出版的遺稿，蘇新受蕭友山領導，再上層領導為蕭瑞發，再上層為在上海的中共對台工作負責人蔡孝乾。蘇新則負責指導王添灯及林日高。
同年，5月31日在台灣共產黨第二次臨時大會中，蘇新力主開除謝雪紅；9月蘇新被捕入獄，判刑十二年，到1943年9月出獄，蘇新回到佳里結婚後，進入吳新榮的油脂工業會社任專務。二戰結束，國民政府接收臺灣，蘇新前往台北市活動，進入《政經報》、《人民導報》、《臺灣文化》等刊物擔任編輯任務，並加入中國國民黨三民主義青年團台灣分部。二二八事件爆發後，蘇新前赴香港，與謝雪紅、楊克煌等人在當地共同創立台灣民主自治同盟，並主編創盟刊物《新台灣》叢刊。1949年3月，蘇新從香港啟程前往北京，先後在中共中央統戰部、中共中央華東局、中央人民廣播電台工作。特別是對台廣播部分。
蘇新前往北京前夕，在香港的政論刊物《光明報》上發表〈談台灣解放問題〉一文（1949年2月12日）。蘇新指出：「台灣解放鬥爭是中國解放戰爭的一部分。所以離開『中國革命』而另找台灣解放的道路是不可能的。尤其是敵人的反革命力量在台灣占絕對優勢，而且殖民地化的危機日趨嚴重的今天，台灣人民也只有聯合全國人民的革命力量，在中國革命的統一領導之下，才能打倒美蔣的反革命勢力，才能得到最後的解放……」
文化大革命中，1967年蘇新被打為叛徒而遭下放，文革結束後力爭四年，1978年終於獲得平反，並且當選全國政協委員、台灣民主自治同盟常務理事、中華全國台灣同胞聯誼會理事。1981年蘇新在北京病逝。
蘇新曾經以筆名「莊嘉農」寫作《憤怒的臺灣》一書，內容描寫二二八事件中台灣人民的反抗。蘇新的女兒蘇慶黎也長期投身社會運動。創辦七十年代島內第一份左派刊物《夏潮》，並在八十年先後參與組建了工黨以及勞動黨。蘇新過世以前，已經知道蘇慶黎繼承父志，在台投入了左翼運動。蘇新也在北京高度肯定了《夏潮》所代表的社會主義統一派和鄉土派的運動。